# Allsvenskan i handboll för damer 1987/1988
Allsvenskan i handboll för damer 1987/1988 vanns av Tyresö HF, som efter slutspel även vann svenska mästerskapet.

## Sluttabell

### Grundserien
| Nr | Lag                      | Matcher | Vinst | Oavgjort | Förlust | Målskillnad | Poäng |
| -- | ------------------------ | ------- | ----- | -------- | ------- | ----------- | ----- |
| 1  | Tyresö HF                | 18      | 14    | 0        | 4       | 361-298     | 28    |
| 2  | Skuru IK                 | 18      | 12    | 3        | 3       | 316-278     | 27    |
| 3  | IK Heim                  | 18      | 10    | 2        | 6       | 312-279     | 22    |
| 4  | Irsta HF                 | 18      | 10    | 2        | 6       | 296-269     | 22    |
| 5  | RP IF                    | 18      | 11    | 0        | 7       | 321-302     | 22    |
| 6  | Stockholmspolisens IF    | 18      | 9     | 2        | 7       | 328-312     | 20    |
| 7  | Stenums IF               | 18      | 6     | 3        | 9       | 279-298     | 15    |
| 8  | Stockholms spårvägars IF | 18      | 5     | 1        | 12      | 260-314     | 11    |
| 9  | GUIF                     | 18      | 4     | 2        | 12      | 285-312     | 10    |
| 10 | Skellefte HB             | 18      | 1     | 1        | 16      | 259-355     | 3     |

## SM-slutspel

### Semifinaler[1]
Tyresö HF - Irsta Västerås
- 20/3 1988: Tyresö HF-Irsta HF 13-11.
- 23/3 1988  Irsta HF - Tyresö HF 14-17.

Tyresö HF vidare med 2-0 i matcher
- 20/3 1988: IK Heim - Skuru IK 12 - 26
- 23/3 1988 Skuru IK - IK Heim 20-17

Skuru IK vidare med 2-0 i matcher

### Finaler
- 9/4 1988: Tyresö HF-Skuru IK 25-18
- 14/4 Skuru IK - Tyresö HF 15 -21
- Tyresö HF svenska mästarinnor med 2-0 i matcher.

### Svensk mästare
Ingrid Pinét, Anna Cyrus, Eva Olsson (Agarsson), Christina Pettersson, Pia Carlsson, Camilla Häverby, Maria Olcina, Britt Forsell, Anette Matthijs, Anna Klingström, Annika Liljegren, Anette Nilsson

## Skytteligan
- Christina Pettersson, Tyresö HF - 18 matcher, 109 mål [2]
- Helena Widström , RP IF Linköping 89 mål
- Maria Hodin GUIF Eskilstuna  82 mål
- Lena Jansson Skuru IK  82 mål
- Anne Lyssand Stockholmspolisens IF  82 mål[3]

### Fotnoter
1. ↑  ”Året som gick”. Handbollboken. 1988-1989. sid. 190. Läst 31 december 2018
2. ↑  ”Skyttedrottningar 1984–2012”. Svenska handbollsförbundet. 2011 – 2012. Arkiverad från originalet den 21 april 2013. https://web.archive.org/web/20130421230635/http://www.svenskhandboll.se/ImageVaultFiles/id_2945/cf_31/Elit_Damer_Skyttedrottningar.PDF. Läst 29 maj 2015.
3. ↑  ”Skytteligan”. Handbollboken 1988-1989. sid. 186. Läst 31 december 2018